# Khamtis

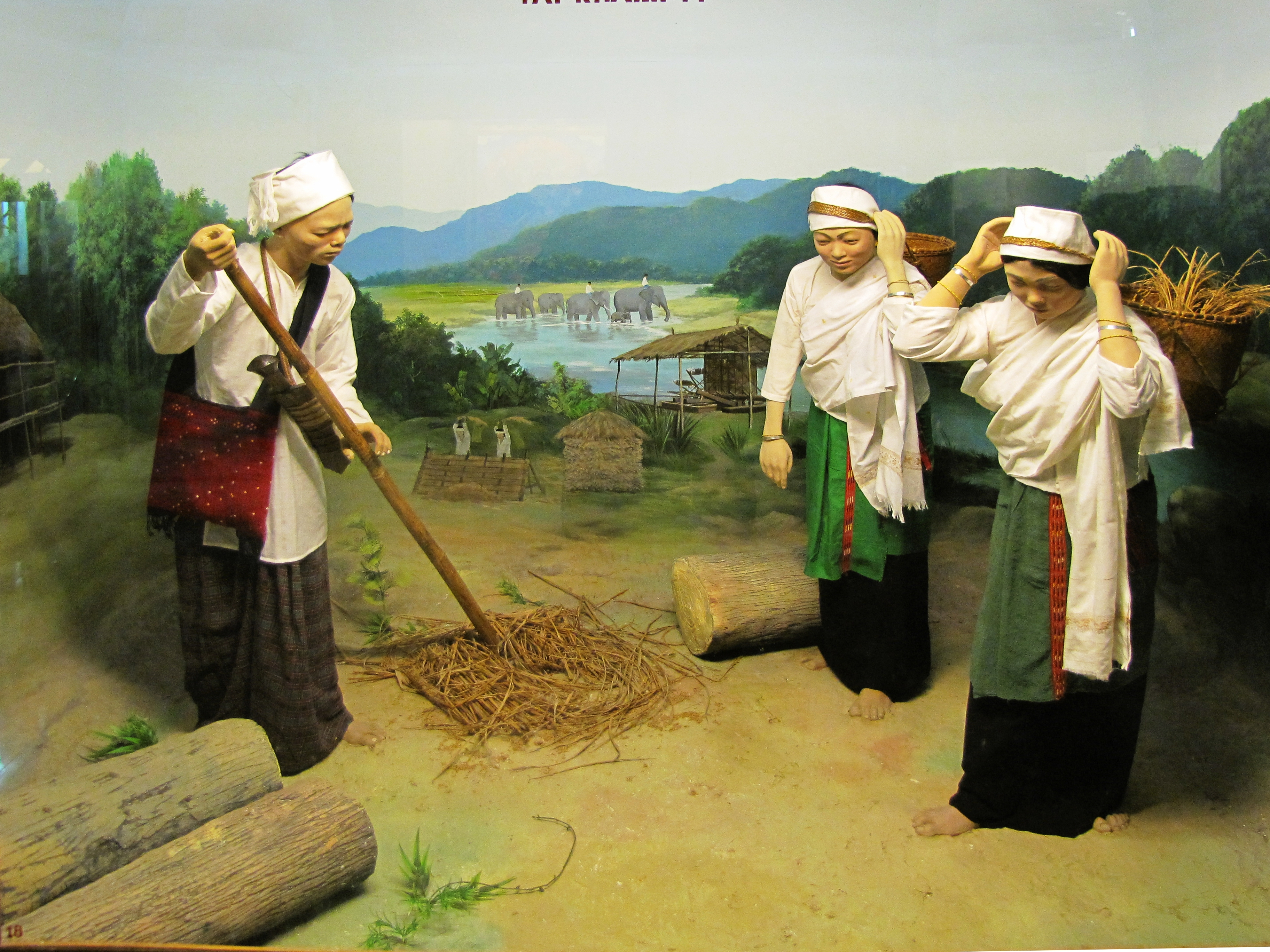
Costumes khamtis présentés dans un diorama au musée Jawaharlal Nehru d'Itanagar.

Les Khamtis, Hkamtis  ou Tai Khamtis (en thaï : ชาว ไท คำ ตี่) sont un groupe ethnique indien et birman, faisant partie du peuple Shan.

## Caractéristiques, répartition
Les Khamtis peuplent une partie de la Région de Sagaing au nord-ouest de la Birmanie, et une partie de l'État de Arunachal Pradesh à l'extrême nord-est de l'Inde. Il y en a aussi dans certaines parties de l'Assam. Leur population totale était estimée à environ 70 000 en 1990, mais en 2000 une nouvelle estimation en dénombre seulement 13 100, dont 4 235 vivant en Birmanie.
Les Tai-Khamtis sont adeptes du bouddhisme theravāda. Ils parlent le khamti, langue notée selon une écriture d'origine Shan.